# Adaukt
Adaukt – imię męskie pochodzenia łacińskiego. Wywodzi się od łac. Adauctus, od czasownika adaugeo, 'powiększam, pomnażam'.
Odpowiednikiem żeńskim była Adaucta.
Adaukt imieniny obchodzi 30 sierpnia, jako wspomnienie liturgiczne męczennika z III lub IV w. św. Adaukta.